# Трахелиум
Трахе́лиум (лат. Trachelium) — олиготипный род двудольных цветковых растений, включённый в семейство Колокольчиковые (Campanulaceae).

## Ботаническое описание
Трахелиумы — довольно крупные корневищные многолетние травянистые растения с прямостоячим стеблем. Листья тёмно-зелёные или сиреневатые, в очертании ланцетовидные или продолговатые, с сильно зазубренным краем, заострённые к концу.
Цветки собраны в густые или рыхлые щитковидные соцветия, с мелкими прицветниками, пятидольчатые. Венчик окрашен в голубые или розовые тона, иногда белый. Пестик длинный, с головчатым рыльцем.
Плод — шаровидная или грушевидная коробочка с многочисленными блестящими семенами.

## Ареал
В естественных условиях два вида рода распространены в западном Средиземноморье — в Италии, Испании, Северной Африке. Часто выращиваются в качестве декоративных растений, завезены во множество регионов Европы.

## Таксономия
|  |                                      |  |                                                         |                                                         |                           |  | ещё 10 семейств (согласно Системе APG III) |                    |                    |                                 |
|  |                                      |  |                                                         |                                                         |                           |  |                                            |                    |                    | 2 вида, свободно скрещивающихся |
|  |                                      |  |                                                         | порядок Астроцветные                                    |                           |  |                                            |                    | род Трахелиум      |                                 |
|  |                                      |  |                                                         | порядок Астроцветные                                    |                           |  |                                            |                    | род Трахелиум      |                                 |
|  | отдел Цветковые, или Покрытосеменные |  |                                                         |                                                         | семейство Колокольчиковые |  |                                            |                    |                    |                                 |
|  | отдел Цветковые, или Покрытосеменные |  |                                                         |                                                         |                           |  |                                            |                    |                    |                                 |
|  |                                      |  | ещё 58 порядков цветковых растений (по Системе APG III) | ещё 58 порядков цветковых растений (по Системе APG III) |                           |  |                                            | ещё более 90 родов | ещё более 90 родов |                                 |
|  |                                      |  |                                                         | ещё 58 порядков цветковых растений (по Системе APG III) |                           |  |                                            |                    | ещё более 90 родов |                                 |

### Виды
- Trachelium caeruleum L., 1753 — Трахелиум голубой
- Trachelium ×halteratum (Bianca ex Ces., Pass. & Gibelli) Sandwith, 1940
- Trachelium lanceolatum Guss., 1843 — Трахелиум ланцетовидный